# رایپر (شمشیر)
راپیر نوعی شمشیر است که در ابتدا در اسپانیا و ایتالیا استفاده می‌شد. این نام نشان دهنده شمشیری با تیغه بلند، دو لبه، صاف، باریک و نوک تیز است که با استفاده از یک دست به مار گرفته می‌شده است. این شمشیر در سراسر قرن ۱۶ و ۱۷ در اروپای غربی به عنوان نمادی از اشرافیت یا نجیب زادگی، محبوبیت زیادی داشته است.